# Game Boy Advance Wireless Adapter

Game Boy Advance Wireless Adapter

Der Game Boy Advance Wireless Adapter ist ein 2004 erschienenes Zubehör für den Game Boy Advance von Nintendo. Er ermöglicht das gemeinsame Spielen von bis zu 5 Spielern über eine drahtlose Verbindung. Das Modul trägt die Model-Nummer AGB-015 und kann mit dem Game Boy Advance, Game Boy Advance SP sowie dem Game Boy Player für den Nintendo GameCube verwendet werden. Die Reichweite des Moduls beträgt laut Hersteller bis zu 3 Meter. Für den Game Boy Micro wird ein extra Wirelessmodul benötigt, da er nicht über den Standard Linkport der GBA Familie verfügt.
Technisch sind aber beide gleich.

## Kompatible Spiele
Da der Wireless Adapter erst spät im Lebenszyklus des Game Boy Advance auf den Markt kam, gibt es nur wenige Spiele, die ihn unterstützen. Kompatible Spiele werden durch ein Symbol mit der Aufschrift Wireless Adapter Compatible gekennzeichnet. Bei Mario Golf: Advance Tour und den multiplayerfähigen NES Classics fehlt dieses Label, auch wenn sie kompatibel sind. Der Wireless Adapter wird unter anderem von Pokémon Feuerrot und Blattgrün unterstützt.

## Spielersuche
Ist kein Spielemodul in dem Game Boy eingelegt, aber der Wireless Adapter eingesteckt, so startet der Game Boy Advance in einem Suchmodus. Findet das Modul in der Nähe ein Spiel, welches nach Spielern sucht, wird es auf dem Display des Game Boy Advance angezeigt.
Dieses System des Wireless Multiplayer hat Nintendo später für den Nintendo DS weiterentwickelt.